# Vaccinium myrsinites
Vaccinium myrsinites es una planta con flores de la familia de las ericáceas conocida con el nombre común de arándano brillante. Es nativa del sureste de los Estados Unidos, creciendo silvestre entre Alabama y Carolina del Sur hasta la península de Florida, aunque puede encontrarse también en lugares más al oeste, como Louisiana.

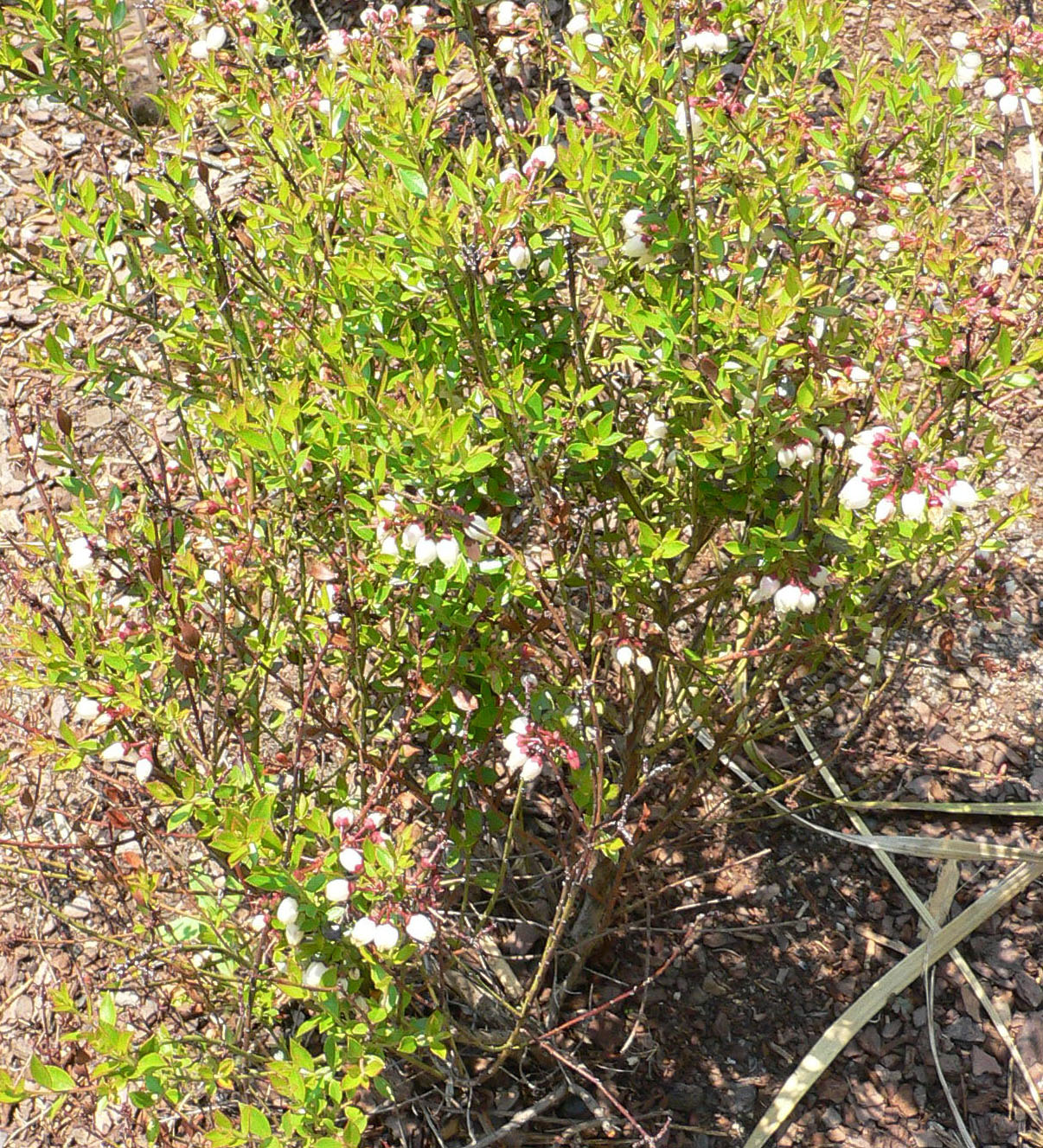
Vista de la planta

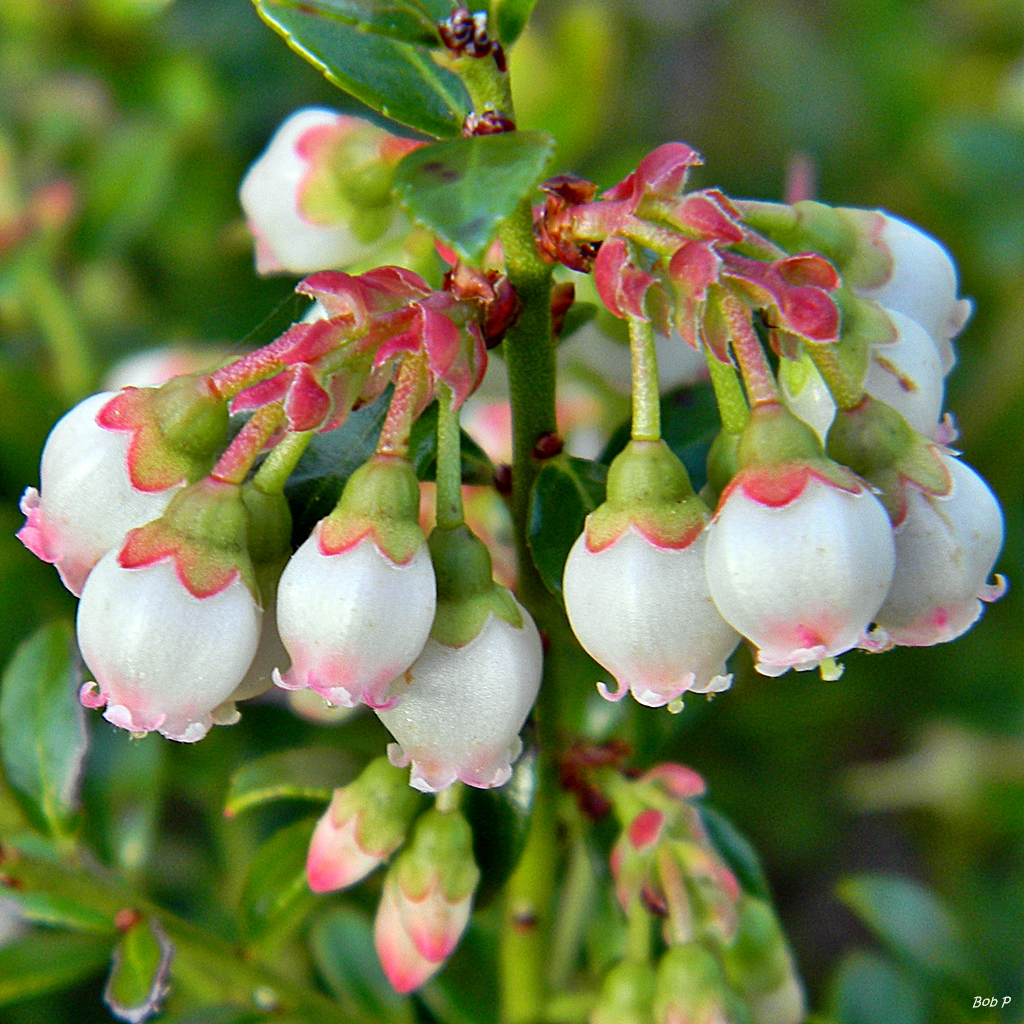
Flores

## Descripción
Este arbusto erecto y abundante de ramas puede alcanzar un metro de altura. Es rizomatoso y puede formar colonias muy grandes, habiéndose observado algunas cubriendo un kilómetro de terreno. Es generalmente perenne, pero algunas son caducas. El tallo tiene ramitas verdes angulares. Las hojas, coriáceas, ovaladas y de color verde o verde grisáceo, tienen casi un centímetro de largo y tiene bordes suaves o vagamente dentados. Las partes inferiores son glandulares. Las flores son en forma de E o cilíndricas, de color blanco a rosa con tintes rojos, y crecen en grupos de hasta ocho. Pueden ser casi un centímetro de longitud. La fruta es una baya negra o azul grasosa de hasta 8 o 9 milímetros de largo, conteniendo varias semillas.
Esta planta crece en diversos tipos de hábitat en el sureste de los Estados Unidos, incluyendo praderas, pinares, márgenes de pantanos, bosques, breñales y comunidades de sabal. También crece en áreas cultivadas. En general, necesita suelos secos y ácidos a plena luz solar.
Al igual que muchas otras especies que habitan el matorral del sureste de los Estados Unidos, esta planta se adapta al fuego, pudiendo recuperarse de un incendio por el surgimiento de su rizoma. Ésta es también la manera en que forma grandes colonias de individuos clonados. La planta también se reproduce sexualmente por semillas, las que son dispersadas por los animales que comen sus frutos.
Esta especie es probablemente un híbrido de otras dos especies de arándanos, Vaccinium tennelum y Vaccinium darrowii. Los ejemplares de esta especie pueden parecerse a una u otra de las dos de las cuales se hibrida:, los "darrowoides" son más comunes en la costa de Florida, mientras que los "tenneloides" se pueden encontrar en el sur de Georgia y el norte de Florida. Esta especie también se hibrida con muchos otros arándanos.

## Usos
Los seminolas usaron esta planta como alimento y para una variedad de propósitos medicionales y ceremoniales, incluyendo el tratamiento analgésico contra la insolación y cefalea.

## Taxonomía
Vaccinium myrsinites fue descrita por Jean-Baptiste Lamarck y publicado en Encyclopédie Méthodique, Botanique 1(1): 73. 1783.
Etimología
Ver: Vaccinium
myrsinites: epíteto latíno que significa "como Myrsine".
Sinonimia
- Cyanococcus angustifolium (Aiton) Rydb.
- Vaccinium angustifolium Aiton
- Vaccinium angustifolium Benth.[5]